# 경상원예기술개발협회
경상원예기술개발협회는 시설원예 신기술 기술개발, 연구, 교육 등 사업을 추진 목적으로 1995년 12월 29일 설립된 대한민국 농림축산식품부 소관의 사단법인이다. 사무실은 경상남도 진주시 상평동 211-20에 있다.

## 주요 사업
- 시설원예산업 발전을 위한 조사연구와 개선지도
- 시설현대화를 위한 시설, 기기, 자재, 재료 등의 개발사업
- 학술 심포지움 및 산업 워크샵 개최등 전문기술 향상을 위한 시설원예농업인 교육사업
- 주무부처로부터의 지시나 위임 또는 위탁받은 사업
- 시설원예와 관련된 연구용역사업
- 시설원예 발전을 위한 정기 및 비정기 간행물의 발간
- 회원상호간의 기술개발 향상을 위한 세미나 개최 및 교육사업